# Rage Against the Machine (video)
Rage Against the Machine je prvo službeno video izdanje američke rap metal grupe Rage Against the Machine. 
Album je izdan 1997., nakon njihove Evil Empire turneje i uključuje snimke se različitih nastupa kao i šest video spotova grupe

## Popis pjesama
Uživo
1. "The Ghost of Tom Joad"
2. "Vietnow"
3. "People of the Sun"
4. "Bulls on Parade"
5. "Bullet in the Head"
6. "Zapata's Blood" (short clip)
7. "Know Your Enemy"
8. "Bombtrack"
9. "Tire Me"
10. "Killing in the Name"
11. "Freedom"

Glazbeni spotovi
- "Killing in the Name"
- "Bullet in the Head"
- "Freedom"
- "Bulls on Parade"
- "Memory of the Dead/Land and Liberty" (recitacija)
- "People of the Sun"

## Izvođači
- Zack de la Rocha – pjevač
- Tom Morello – gitara
- Tim Commerford – bas-gitara
- Brad Wilk – bubnjevi

## Vanjske poveznice
- allmusic.com - Rage Against the Machine (DVD)